# Edmonton Road Runners
Die Edmonton Road Runners waren ein kanadisches Eishockeyfranchise der American Hockey League aus Edmonton in der Provinz Alberta, das in der Saison 2004/05 am Spielbetrieb teilnahm. Die Spielstätte der Road Runners war der Rexall Place.

## Geschichte
Nach der Saison 2003/04 in der American Hockey League entschlossen sich die Edmonton Oilers die Toronto Roadrunners von Toronto nach Edmonton umzusiedeln. Die Road Runners spielten in der Arena der Oilers. Für den nordamerikanischen Sport war es eine unübliche Entscheidung das eigene Farmteam in derselben Stadt anzusiedeln, jedoch wurde diese Entscheidung im Hinblick auf den Lockout in der National Hockey League während der NHL-Saison 2004/05 getroffen.
Obwohl die Mannschaft gut in die Saison startete und einen Zuschauerschnitt von 8.854 pro Spiel hatte, wurde am 6. Juni 2005 offiziell die AHL um Erlaubnis gefragt das Team aus der Liga zurückzuziehen. Dies geschah, nachdem die Verhandlungen um die Wiederaufnahme des Spielbetriebs in der NHL für die folgende Saison deutlich fortgeschritten waren. Zwar besitzen die Oilers noch immer die Rechte am inaktiven Franchise, jedoch entschlossen sich die Verantwortlichen eine Kooperation mit den Springfield Falcons aus der AHL einzugehen, anstatt die Road Runners wieder zu aktivieren. Am 9. Februar 2010 – fast fünf Jahre nach Beginn der Inaktivität – gaben die Edmonton Oilers bekannt, zur Spielzeit 2010/11 ihr Farmteam nach Oklahoma City verlegen zu wollen.

## Saisonstatistik
Abkürzungen: GP = Spiele, W = Siege, L = Niederlagen, T = Unentschieden, OTL = Niederlagen nach Overtime SOL = Niederlagen nach Shootout, Pts = Punkte, GF = Erzielte Tore, GA = Gegentore, PIM = Strafminuten
| Saison  | GP | W  | L  | T  | OTL | SOL | Pts | GF  | GA  | PIM  | Platz     | Playoffs                 |
| 2004/05 | 80 | 32 | 33 | 11 | 4   | —   | 79  | 201 | 223 | 1873 | 6., North | nicht qualifiziert       |
| Gesamt  | 80 | 32 | 33 | 11 | 4   | —   | 79  | 201 | 223 | 1873 |           | keine Playoff-Teilnahmen |

## Team-Rekorde

### Karriererekorde
Spiele: 80  Jeff Woywitka
Tore: 22  Tony Salmelainen,  Brad Winchester
Assists: 26  Kyle Brodziak
Punkte: 46  Tony Salmelainen,  Raffi Torres
Strafminuten: 231  Rocky Thompson
Shutouts: 5  Tyler Moss

## Bekannte ehemalige Spieler
- Tony Salmelainen
- Brad Winchester
- Jeff Woywitka